# تايلس أوف فنتازيا
تايلس أوف فنتازيا (باليابانية: テイルズ オブ ファンタジア) هي لعبة فيديو تقمص الأدوار تم إنتاجها في سنة 1995 على أجهزة سوبر نينتندو إنترتينمنت سيستم وتم إنتاجها في سنة 1998 على أجهزة البلاي ستيشن و 2003 على أجهزة جيم بوي أدفانس وعلى أجهزة الهاتف المحمول وعلى نظام آي أو إس في سنة 2010. تم تطويرها من قبل شركة نامكو تيلز ستوديو ونشرت بواسطة شركة نامكو.

## وصلات خارجية
- تايلس أوف فنتازيا على موقع IMDb (الإنجليزية)

- حكايات فنتازيا على موسوعة شبكة أخبار الأنمي